# Гьокхююк (вилает Коня)
Гьокхююк (на турски: Gökhüyük), старо име Тъмраш (на турски: Tımraş), е село в Мала Азия, Турция, вилает Коня.
Селото е основано от помаци, избягали от родопското село Тъмръш по време на Балканската война през 1912 година. Първоначално се казва Тъмраш, но впоследствие името му е сменено на Гьокхююк (в превод от турски „небесен хълм“).
Основният поминък в селото е земеделието, а край селото има огромна яма, пълна с вода. В Гьокхююк има джамия, както и начално училище. В края на 2009 година населението му е 936 души, а в края на 2010 година 923 души.